# Katie Price
Katie André, bedst kendt som Katie Price eller Jordan (født 22. maj 1978) er en engelsk fotomodel, tv-personlighed, klummeskribent og forretningskvinde. Den britiske presse følger hende tæt, især tabloidpressen.
Hun var gift med popsangeren Peter André (2005-2009) og de fik sammen 2 børn, en søn (Junior) og en datter (Princess). Hun havde allerede en søn (Harvey) fra en tidligere relation med fodboldspilleren Dwight Yorke. I 2010 blev hun gift med Alex Reid og i 2012 skilt igen. Sammen år blev hun forlovet med den argentinske model Leandro Penna men efter 6 måneder gik de fra hinanden. I 2013 giftede hun sig igen; nu med stripperen Kieran Hayler. Paret fik en søn (Jett) og en datter (Bunny).

## Tidligt liv
Katie blev født i Brighton i East Sussex i England og døbt Katrina Alexandra Infield. Hendes mor er engelsk og og hendes mormor er jøde. Hun tog efternavnet Price, da hendes mor giftede sig igen. Hun har to søskende, storebroren Daniel og lillesøsteren Sophie.
Hun besluttede sig for at blive model, da en ven foreslog hende at få taget nogle professionelle billeder. Billederne blev sendt ind til et modelbureau i London, og til hendes overraskelse blev hun inviteret ind til en fotosession og kontraktforhandlinger. I løbet af få uger begyndte hun at komme topløs i The Sun. På det tidspunkt bestemte hun sig for at tage kunstnernavnet Jordan, da hun synes det passede bedst til hende.

## Karriere
Som et led i sin modelkarriere har Price fået foretaget brystforstørrende operationer trods modstand fra hendes forældre og venner. Hun har siden slutningen af 1990'erne optrådt i adskillige magasiner og blade, herunder FHM og Playboy, herunder også på flere forsider.
Hun har endvidere arbejdet på at få en tv-karriere og har deltaget i flere udsendelser og serier, primært i mindre roller. Derudover har hun forsøgt sig som sanger, og hun søgte blandt andet at kvalificere sig til det engelske melodi grandprix i 2006, dog uden held. Hun har også sunget duet med sin mand, Peter André, på en velgørenhedsplade med titlen A Whole New World i 2006.